# کاخ شروان‌شاهان
کاخ شیروانشاه (به ترکی آذربایجانی: Şirvanşahlar sarayı) بزرگترین بنای شروانشاهان از حکومت‌های محلی که در شیروان قفقاز مصادف با حکومت عباسیان تشکیل و در دوران صفویان به دست شاه تهماسب یکم برچیده شده‌بود و امروزه در زمرهٔ میراث جهانی سازمان یونسکو در سال ۲۰۰۰ در کشور جمهوری آذربایجان ثبت شد.
مجتمع کاخ به جز کاخ شیروان‌شاهان شامل دیوان‌خانه، آرامگاه شیروان‌شاهان، مسجد شاه، حمام کاخ، آرامگاه دانشمند کاخ «سید یحیی باکوی» و باقی مانده‌های مسجد «کیقباد» می‌باشد.

## تاریخ مجتمع
کاخ شیروان‌شاهان بین قرن‌های ۱۳ الی ۱۶ میلادی بنا شد. برخی ساختمان‌ها از جمله کاخ در اوایل قرن ۱۵، در دوره حکمفرمایی شیروانشاه «خلیل‌الله یکم» بنا شد.
پس از استیلای باکو به توسط امپراتوری عثمانی، دروازه ای در قلمروی مجتمع کاخ ساخته و به همراه دیوار کاخ که آن را از سمت شرق احاطه می‌کرد، نام سلطان مراد یکم بدان گذاشته شد. این بنای باستانی از قرن ۱۹م. تا به حال چند بار مورد بازسازی واقع شد.
مجتمع کاخ شیروان شاهان در سال به سال ۱۹۶۴م. موزه حفاظت شده اعلام گردید. در سال ۲۰۰۰م. این مجموعهٔ باستانی به همراه شهر قدیمی باکو و قلعه دختر در فهرست میراث جهانی یونسکو به ثبت رسید. در سال ۲۰۰۱م. مجتمع کاخ شیروان‌شاهان از سوی کابینه وزرای جمهوری آذربایجان به عنوان اثر معماری دارای اهمیت جهانی ثبت شد. امروزه کاخ شیروان‌شاهان از جملهٔ نمونه‌های شگرف برانگیز معماری ایرانی به حساب می‌آید.
از آنجا که هیچ کتیبه ای بر روی ساختمان کاخ باقی نمانده‌است، تاریخ ساخت کاخ را با اتکا بر تاریخ‌هایی نوشته شده در کتیبه‌های دیگر بناهای دخیل مجتمع برآورد می‌نمایند.
از جملهٔ این کتیبه‌ها دو تا روی آرامگاه و مسجد شاه تا به حال به صورت کامل و دست نخورده پابرجا مانده‌است. بنابه نوشته‌های کتیبه‌ها، نام شیروان‌شاه خلیل‌الله یکم (طول حکومت: ۱۴۱۷ تا ۱۴۶۲م) به عنوان مبتکر و سفارش دهندهٔ ساخت کاخ ذکر شده‌است؛ ولی تاریخ ساخت کاخ در کتیبه‌های موجود روی آرامگاه و مناره‌های مسجد شاه به ترتیب سال‌های ۸۳۹ هجری قمری (سال‌های ۱۴۳۵–۱۴۳۶م) و ۸۴۵ هجری قمری (سال‌های ۱۴۴۱–۱۴۴۲م) ذکر شده‌است.

## موقعیت کاخ
کاخ شیروان‌شاهان روی بلندترین تپه در قدیمی‌ترین بخش باکو که موسوم به قلعه می‌باشد، قرار گرفته‌است. در حال حاضر، کاخ در مساحت کوچکی حدود یک هکتاری قرار دارد، که دورتادور آن با قلعه‌ها شهر قدیمی احاطه شده‌است. ساختمان‌های واقع در اطراف کاخ راه‌های ارتباطی مستقیمی با آن دارند. بدین ترتیب این بناها به همراه کاخ مجموعه ای به وجود می‌آورند. این مجموعه دربرگیرندهٔ مسجد شاه، آرامگاه شیروان‌شاهان و آرامگاه سید یحیی باکوی (این آرامگاه که روزگاری به منزلهٔ «آرامگاه درویش» نیز شهرت داشت، در سمت جنوب کاخ واقع است) می‌باشد. در دوران گذشته یک مسجد باستانی در کنار آرامگاه موجود بود، که فقط باقی مانده‌هایی از آن تا به روز رسیده‌است.
افزون بر اینها، حمام کاخ نیر در نزدیکی ساختمان‌های دخیل مجتمع کاخ قرار دارد. این حمام در غرب آرامگاه شیروان‌شاهان واقع است.
به خاطر اینکه کاخ روی تپه قرار گرفته‌است، از جایگاه استراتژیکی در دوران باستان برخوردار بود. ساختمان کاخ در بین بناهای منتسب به دوره قرون وسطی شهر باکو به لحاظ شیوه معماری، طرز ساخت و عظمت خود متمایز می‌باشد. در دوران گذشته، کاخ شیروان‌شاهان با دیوارهایی دارای برج‌ها احاطه شده بود.
بدین جهت آن را به عنوان استحکام درونی قلعه باکو مورد استفاده قرار می‌داده‌اند. هرچند که هیچ علامت یا نشانه ای از این برج‌ها باقی نمانده‌است، ولی در عکس‌های گرفته شده در اوایل سال‌های ۲۰ قرن ۲۰م. می‌توان بنیادهای برج‌ها و اجزای مرتبط با دیوار را در سمت شمال-شرقی مشاهده نمود.

## تاریخ کاخ

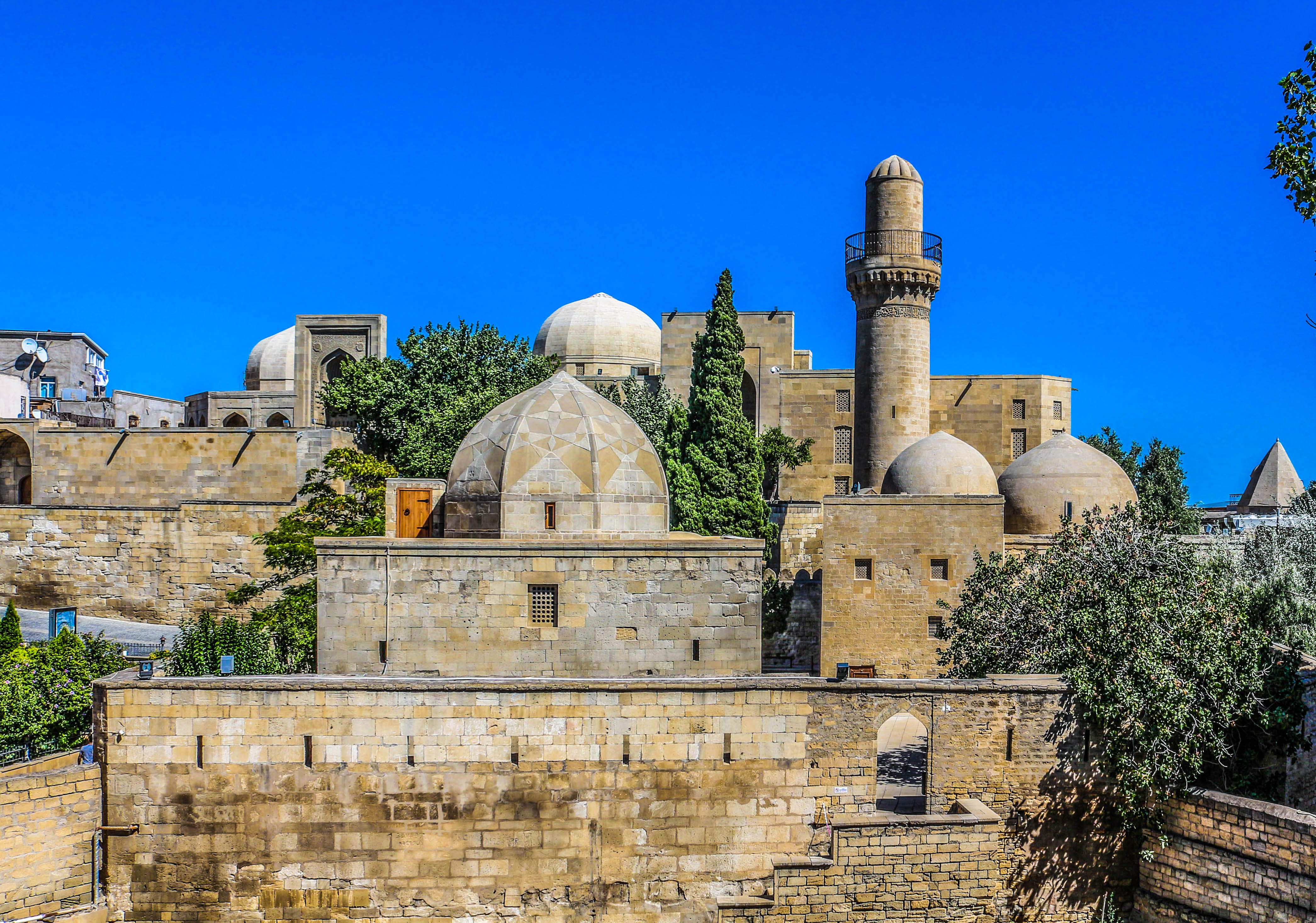
کاخ شیروانشاه

پس از وقوع زمین لرزه ای مهیب در شهر شاماخی در سال ۱۱۹۲م. شیروان‌شاه اخستان یکم دربار خود را از شهر شاماخی به باکو منتقل کرد. به گفتهٔ «سارا آشوربیگ‌لی» تاریخدان اهل جمهوری آذربایجان، کارهای عملیاتی ساخت و ساز کاخ شیروان‌شاهان در عهد سلطنت «ابراهیم یکم» (طول فرمانروایی: ۱۳۸۲ تا ۱۴۱۷م) پدر شیروان‌شاه خلیل‌الله یکم آغاز گردید. در آرشیوها آمده‌است، که بعد از آنکه قرا یوسف، سلطان پادشاهی قراقویونلو در جنگ چالغان به سال ۱۴۱۲م. بر ابراهیم یکم چیره شد و وی را به اسارت خود درآورد، طلاها و جواهراتی که در دربار مورد نگهداری بودند را، از وی به‌منزلهٔ باج مطالبه نمود. بخش‌هایی از مجموعهٔ کاخ در دوران حکمرانی خلیل‌الله یکم بنا شد. مجموعه در دوران باستان مساحت پهناوری را دارا بود. در قلمروی مجموعه خانه‌هایی برای اقامت خدمتکاران کاخ و سپاهیان موجود بود.
بخش مرکزی کاخ ساخته شده در اواخر قرن ۱۴ و «مسجد کیقباد» از اولین بناهایی هستند، که در قلمروی مجموعه بنا شده‌اند. احتمال می‌رود که شیروان‌شاه کیقباد یکم (طول فرمانروایی: ۱۳۱۷ تا ۱۳۴۸م) در شهر باکو زندگی می‌کرده و نام وی بدین مسجد گذاشته شده‌است.
آرامگاه، کاخ و مسجد با استفاده از مصالح یکسان و بر اساس سبک منبت‌کاری و معماری یک‌گونه ساخته شده‌است.

## طرح کاخ

### مجموعهٔ کاخ
| طرح مجموعهٔ کاخ شیروان‌شاهان | \| در طرح کاخ موجود در عکس تمام ساختمان‌های دخیل مجتمع با ارقام توصیف شده و جدول زیر نیز نام‌های آن‌ها را به ترتیب نشان می‌دهد. 1. کاخ 2. دیوانخانه 3. آرامگاه سید یحیی باکوی 4. جایگاه مسجد تخریب شده کیقباد 5. درب مراد 6. مسجد شاه 7. آرامگاه شروانشاهان 8. حمام کاخ 9. اودان \| |
| در طرح کاخ موجود در عکس تمام ساختمان‌های دخیل مجتمع با ارقام توصیف شده و جدول زیر نیز نام‌های آن‌ها را به ترتیب نشان می‌دهد. 1. کاخ 2. دیوانخانه 3. آرامگاه سید یحیی باکوی 4. جایگاه مسجد تخریب شده کیقباد 5. درب مراد 6. مسجد شاه 7. آرامگاه شروانشاهان 8. حمام کاخ 9. اودان | |

گفتنی است، این طرح کاخ را «و.ن. لویاتوف» ترسیم نموده‌است.

### ساختمان کاخ
گفتنی است، بخش‌های مختلفی از کاخ که در دوره‌های مختلفی (قرن ۱۲م. اواخر قرن ۱۴ و اوایل قرن ۱۵ م؛ و اوایل قرن ۱۵م) بنا شده‌اند، با رنگ‌های جداگانه توصیف شده‌اند.

## مشخصات معماری کاخ
ساختمان کاخ یکسره ساخته نشده‌است. بنای کاخ به ابتکار شیروان‌شاه شیخ ابراهیم یکم در دوران سلطنت وی، به سال ۱۴۱۱م. آغاز شد. قسمت‌های کوچک نماهای غربی، شمالی و شرقی مربعی نیمه مستطیلی شکل به وجود می‌آورد. بقیهٔ نمای شرقی و نمای جنوبی با بهره‌مندی از دو تا فنر سه ضلعی ساخته شده‌است، که خطوط شکسته فی‌مابین آن‌ها چهار تا مستطیل پدیدمی‌آورد.
ساختمان کاخ واجد ۵۲ اتاق و ۳ پلکان باریک مارپیچی می‌باشد. ابتدا طبقه اول شامل ۲۷ و دوم ۲۵ اتاق بود که امروزه تعداد اتاق‌های طبقه یکم ۱۶ است. طرح طبقهٔ دوم عمدتان همانند طبقه یکم است. بخش مرکزی کاخ با استفاده از سنگ‌های ضخیم‌تری بنا شده‌است. در ورودی اصلی واقع در نمای غربی با سردری مرتفع مزین گردیده‌است. محتملا این تالار به عنوان سالن پذیرایی از مهمانان مورد استفاده قرار می‌گرفته‌است. پشت آن راهروی هشت ضلعی کوچکی قرار دارد، که تالار را با سایر اتاق‌ها متصل می‌کند. روزنه‌های شکاف مثل در زوایا موجود می‌باشد، که به عنوان راه ارتباطی سرو می‌کرده‌است. اتاق‌ها و تالارهای طبقهٔ دوم مجلل تر است. پنجره‌های نماهای جنوب و شرق طبقهٔ دوم مشرف بر خلیج باکو می‌باشد. افزون بر این، اتاق‌های مد نظر گرفته شده برای شاه و خانواده اش نیز در این طبقه قرار می‌گیرد.

## نگارخانه

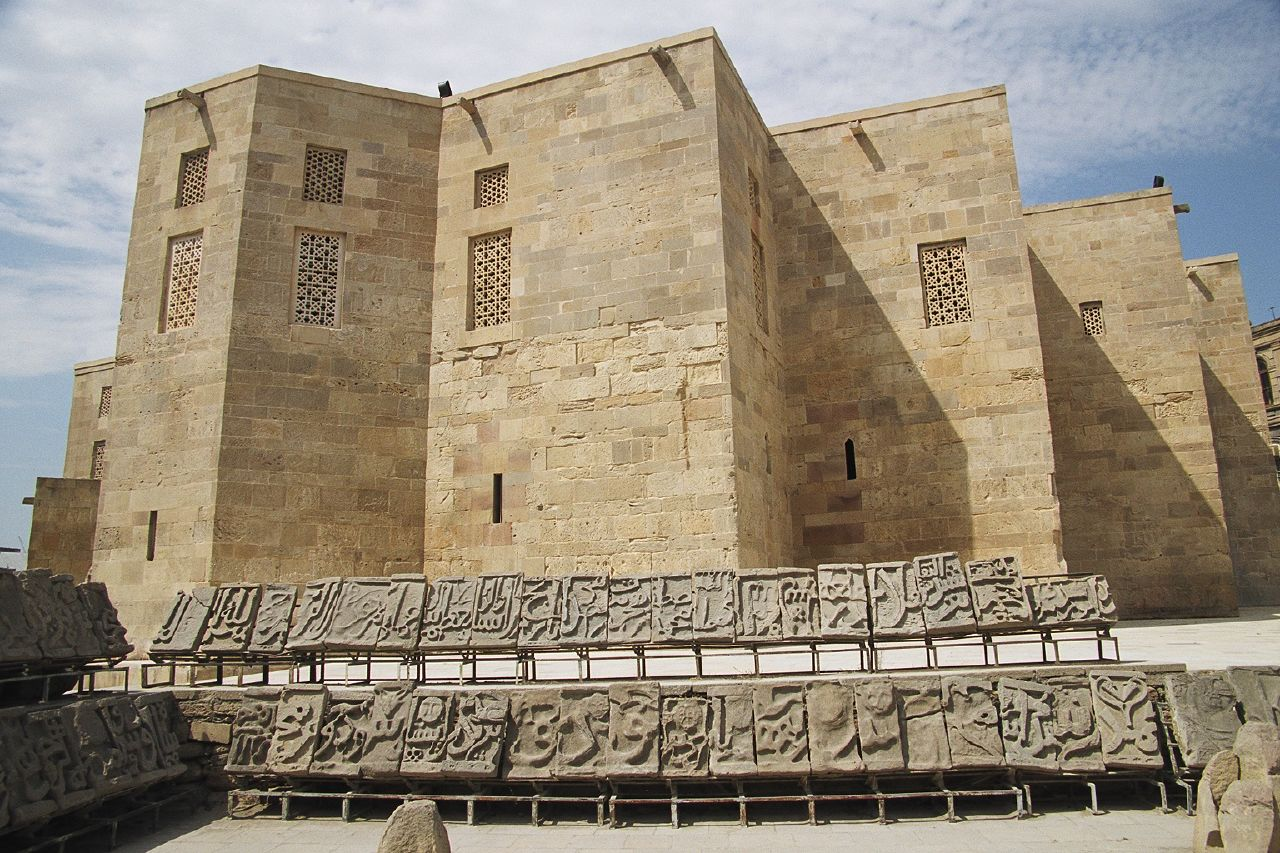
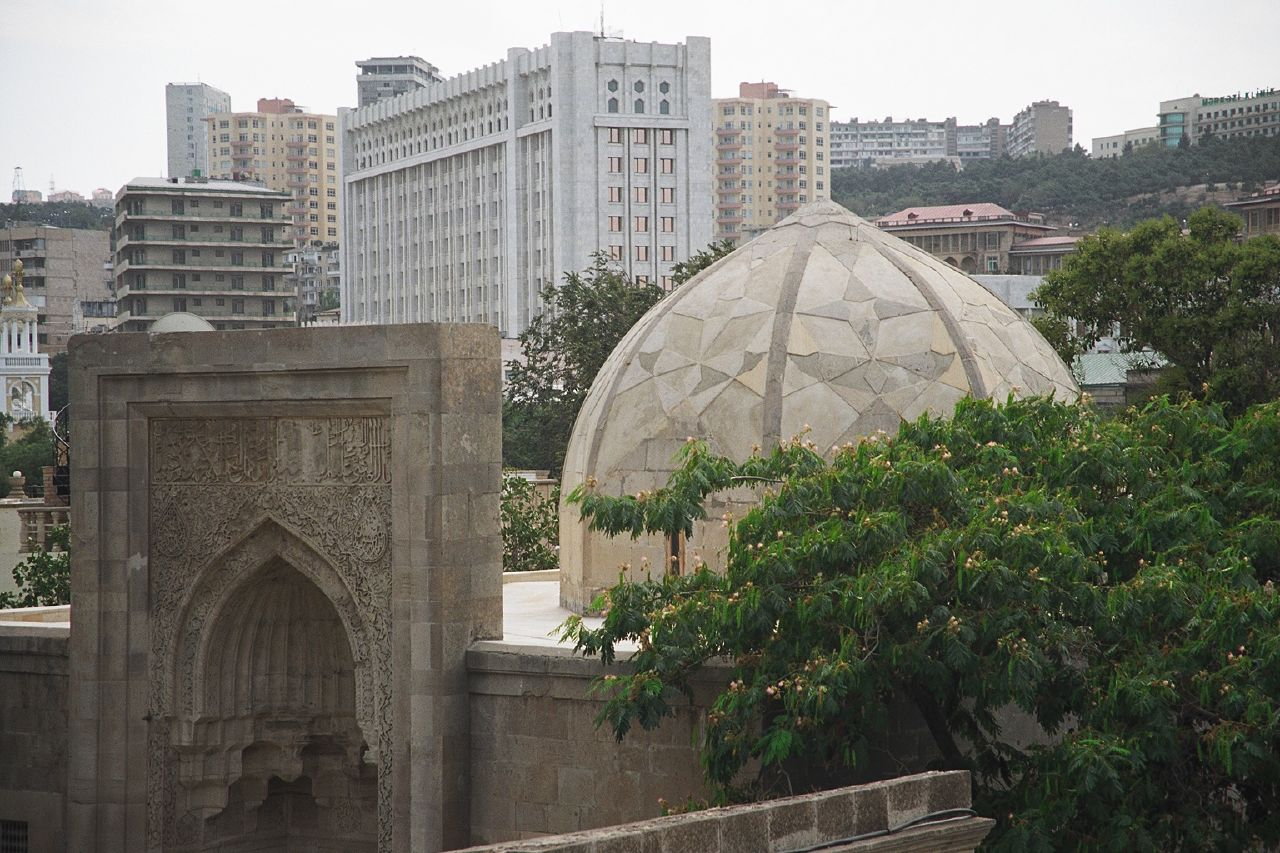
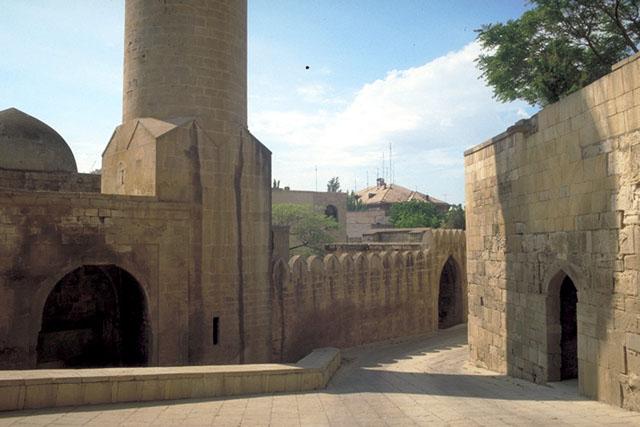
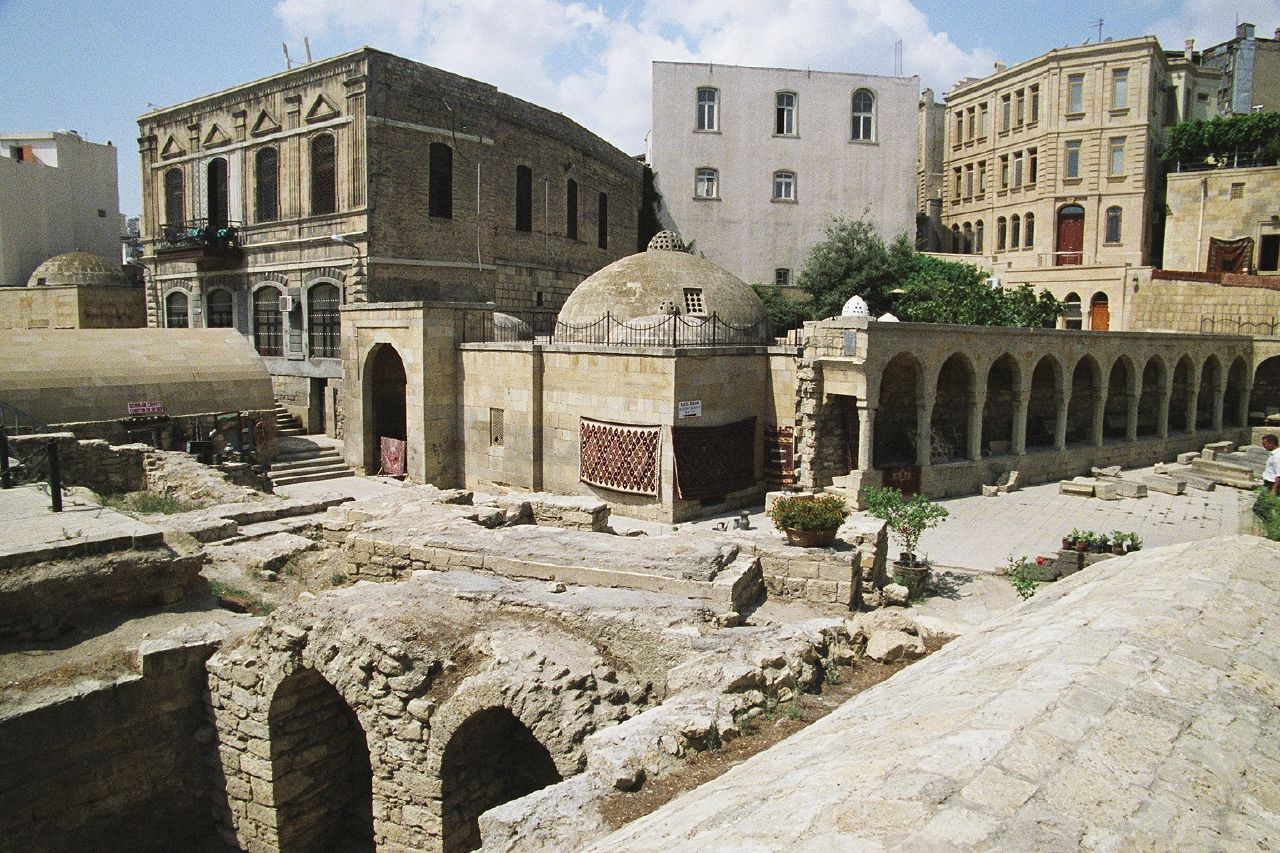
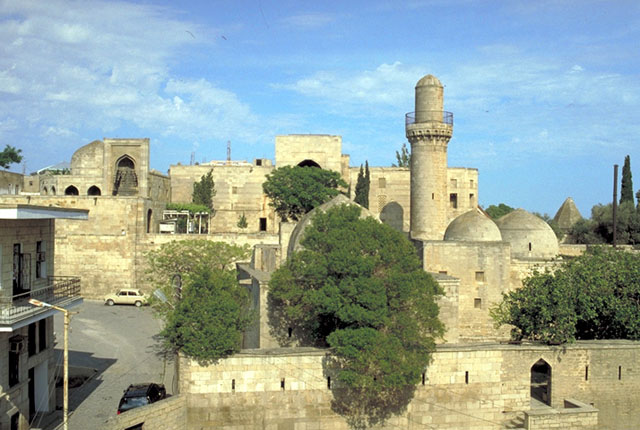
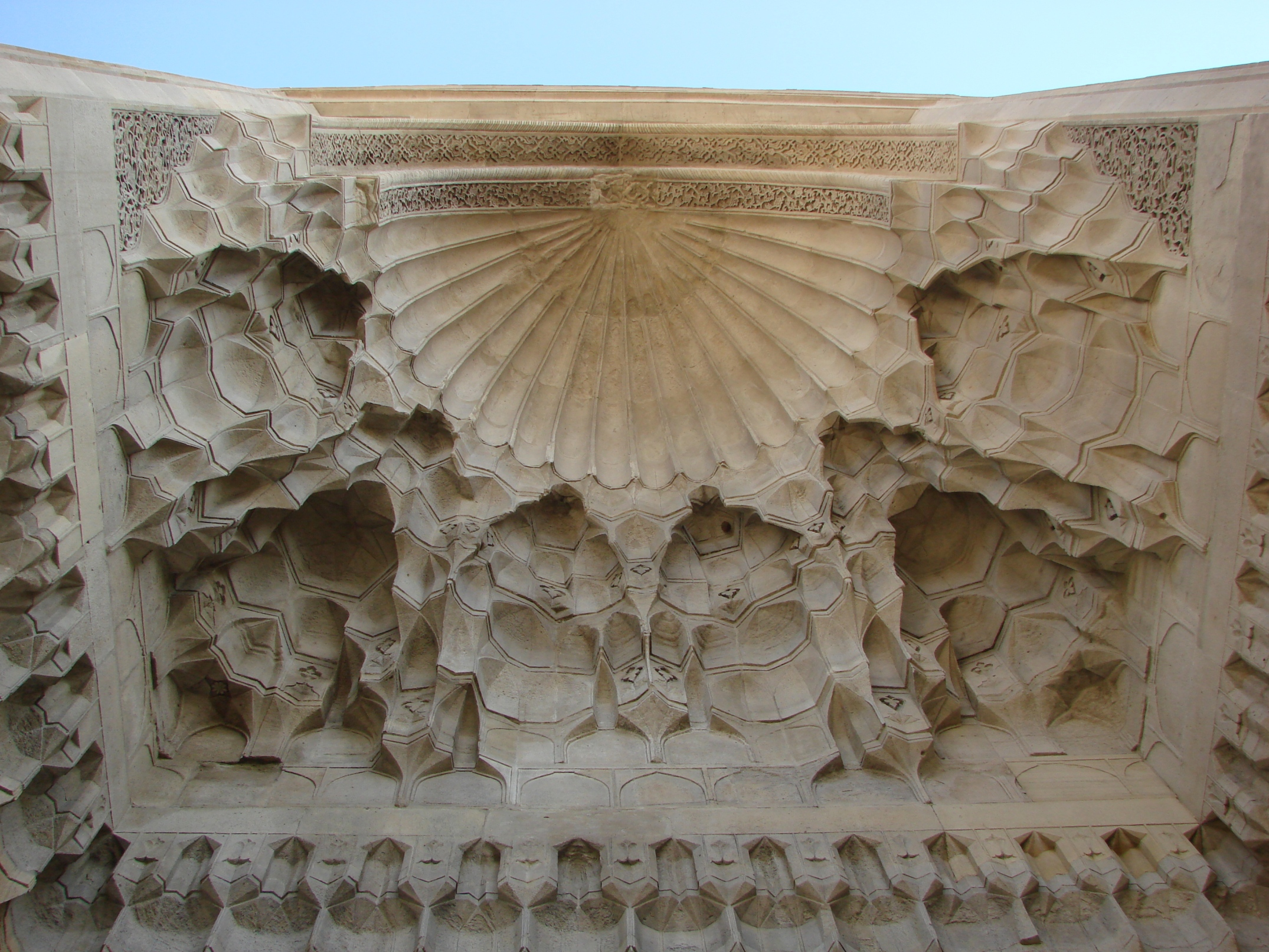
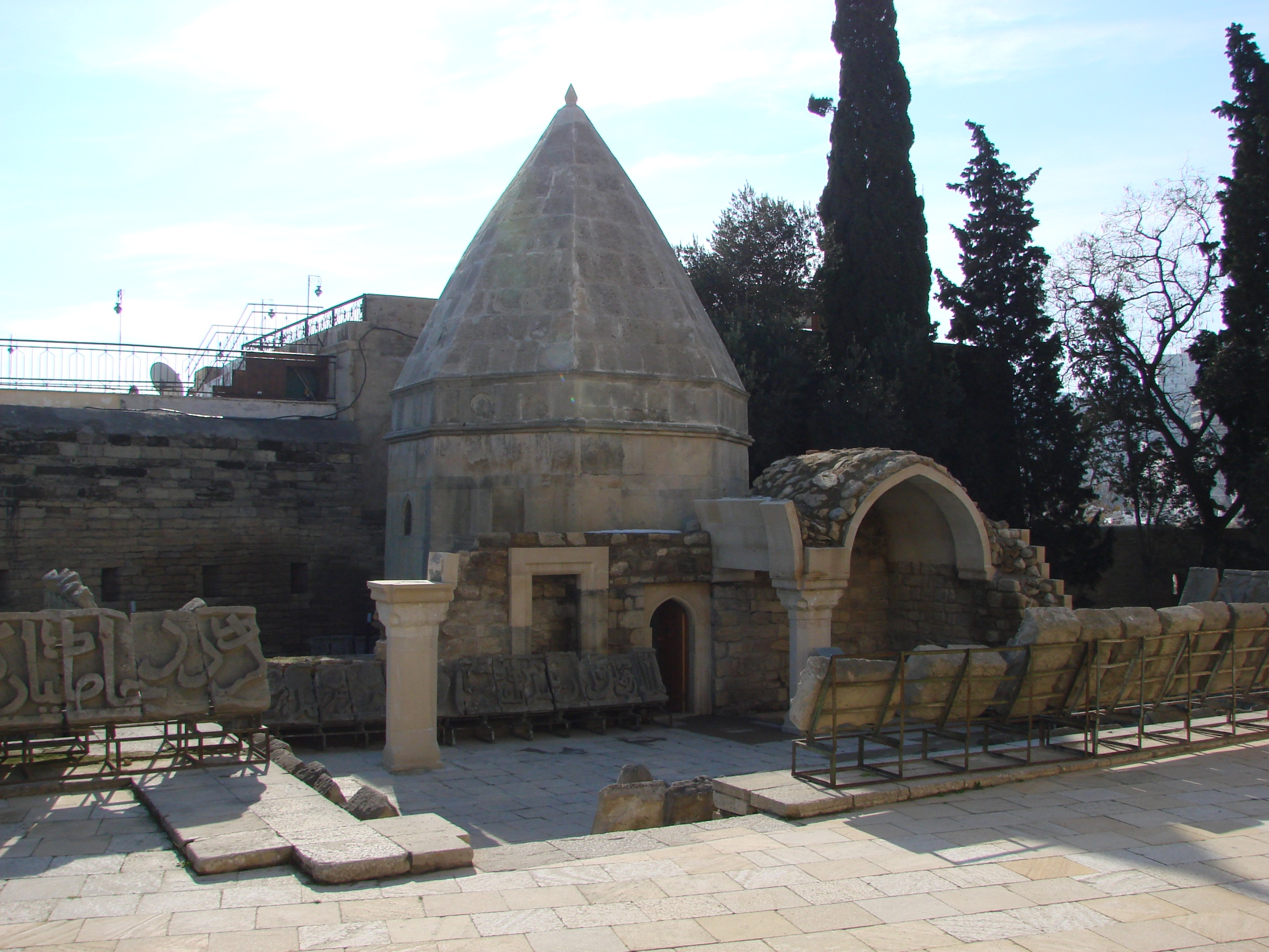
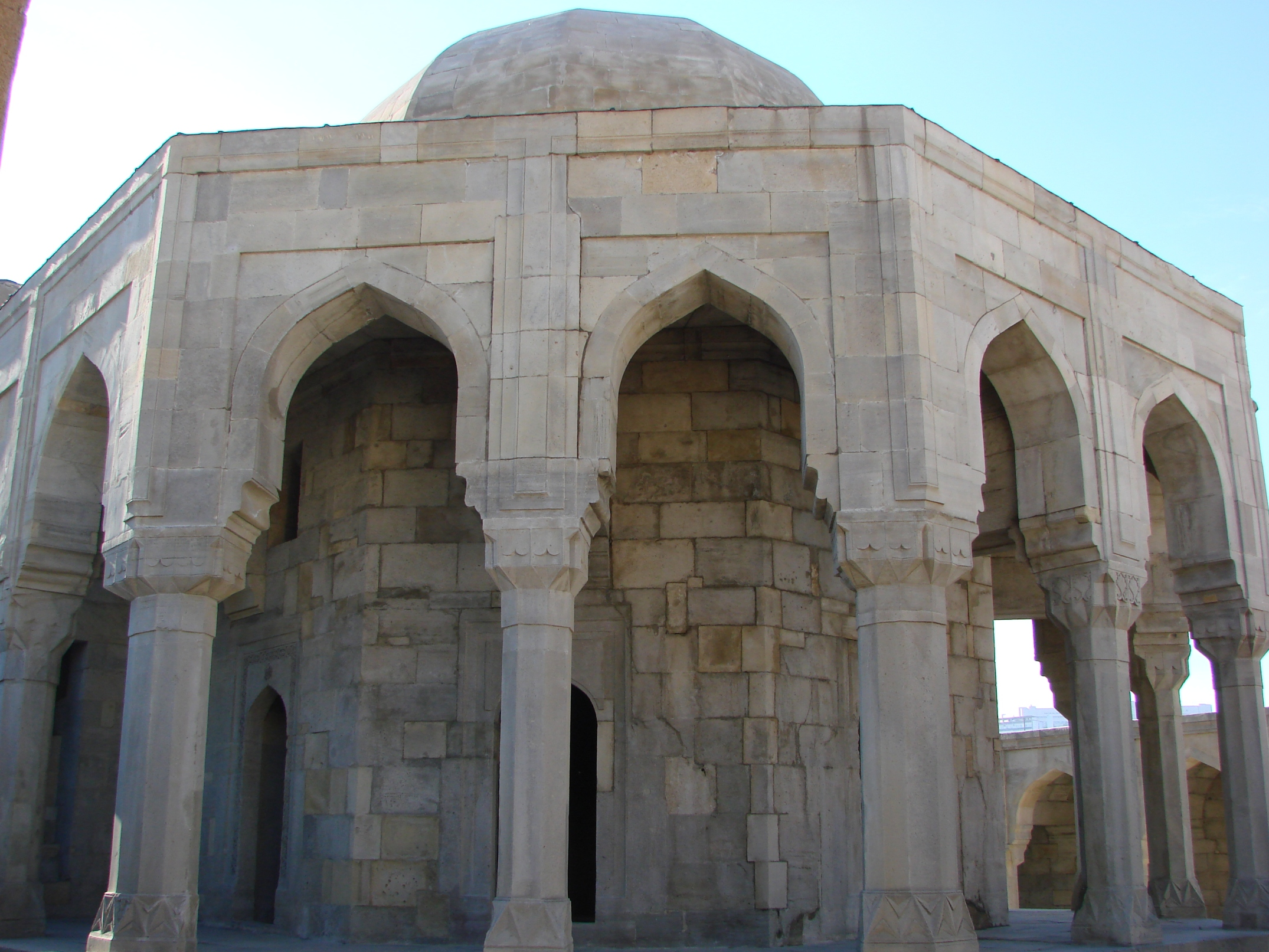
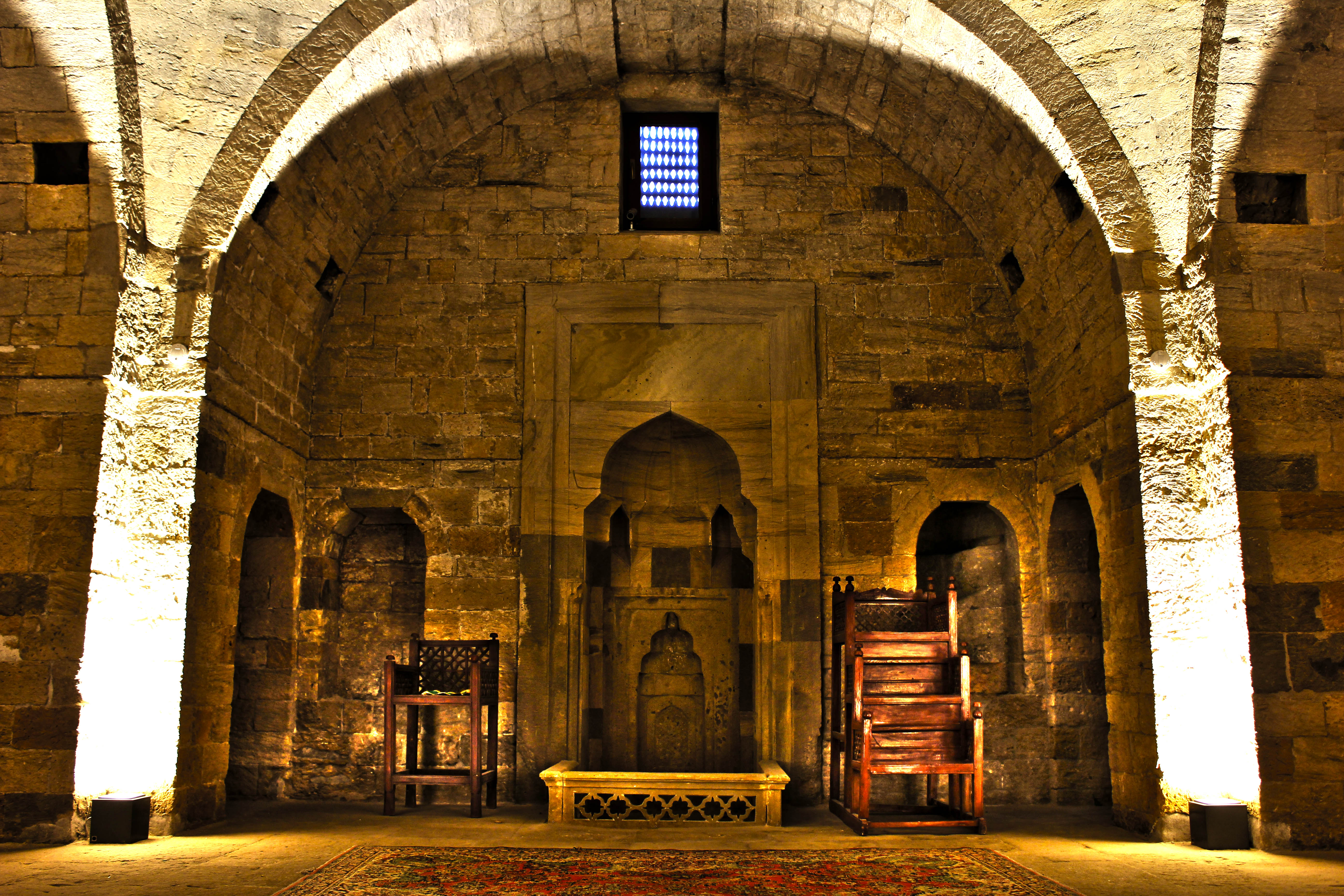
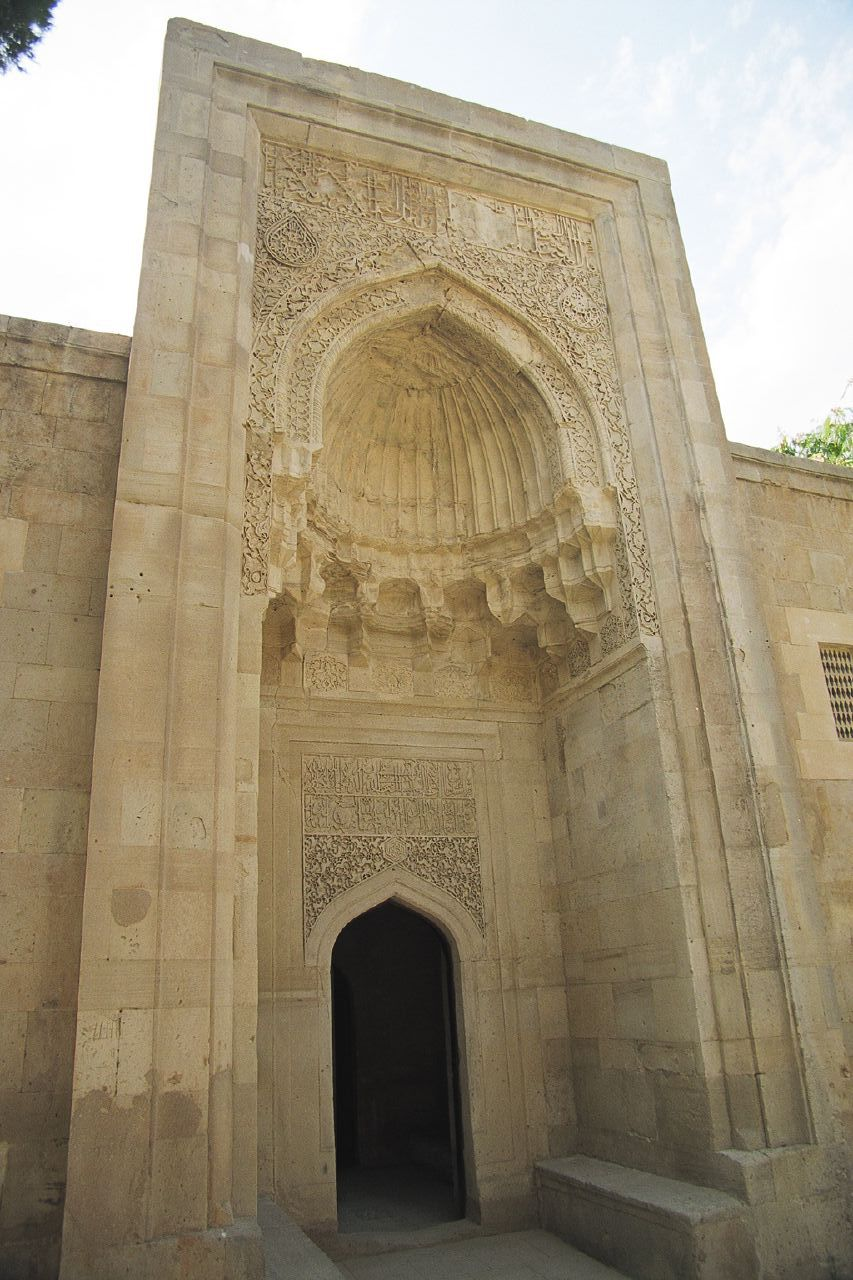